# Universidad UTE
La Universidad UTE, antes conocida como Universidad Tecnológica Equinoccial (UTE), es una  institución privada de educación superior en Ecuador, fundada en 1971. Su sede principal está ubicada en el Distrito Metropolitano de Quito, Ecuador. Además, cuenta con una sede en Santo Domingo y un campus en Manabí, consolidándose como un referente académico en el país. 
Actualmente, la UTE es considerada una de las mejores universidades del país. Su oferta académica incluye carreras de grado y programas de posgrado en las áreas de Salud; Arquitectura y Construcción; Ciencias sociales y del comportamiento; Derecho; Educación comercial y administración; Gastronomía y Turismo; Ingeniería, industria y producción; Veterinaria; Medio ambiente; y, Tecnologías de la información y la comunicación (TIC).
En 2021, el SCImago Institutions Rankings la ubicó por primera vez en el primer puesto (1) de las instituciones de educación superior de Ecuador y en el sexagéximo primer puesto (61) de la región Latinoamérica. Además, alcanzó el primer lugar en el Ranking de Impacto de la empresa británica Times Higher Education (THE), por su contribución a los objetivos de desarrollo sostenible. Más recientemente, la Universidad UTE ocupó la segunda posición en Ecuador por segundo año consecutivo. En 2021, la empresa británica especializada en educación superior Quacquarelli Symonds (QS), le otorgó cinco estrellas en las categorías "instalaciones", "inclusividad" y "aprendizaje en línea" de la certificación QS Stars Rating System.
En 2021 fue reconocida por la Secretaría de Educación Superior, Ciencia, Tecnología e Innovación, Senescyt, por la calidad editorial de la Revista Enfoque UTE y la generación de conocimiento dentro de la colección SciELO-Ecuador.

## Instalaciones

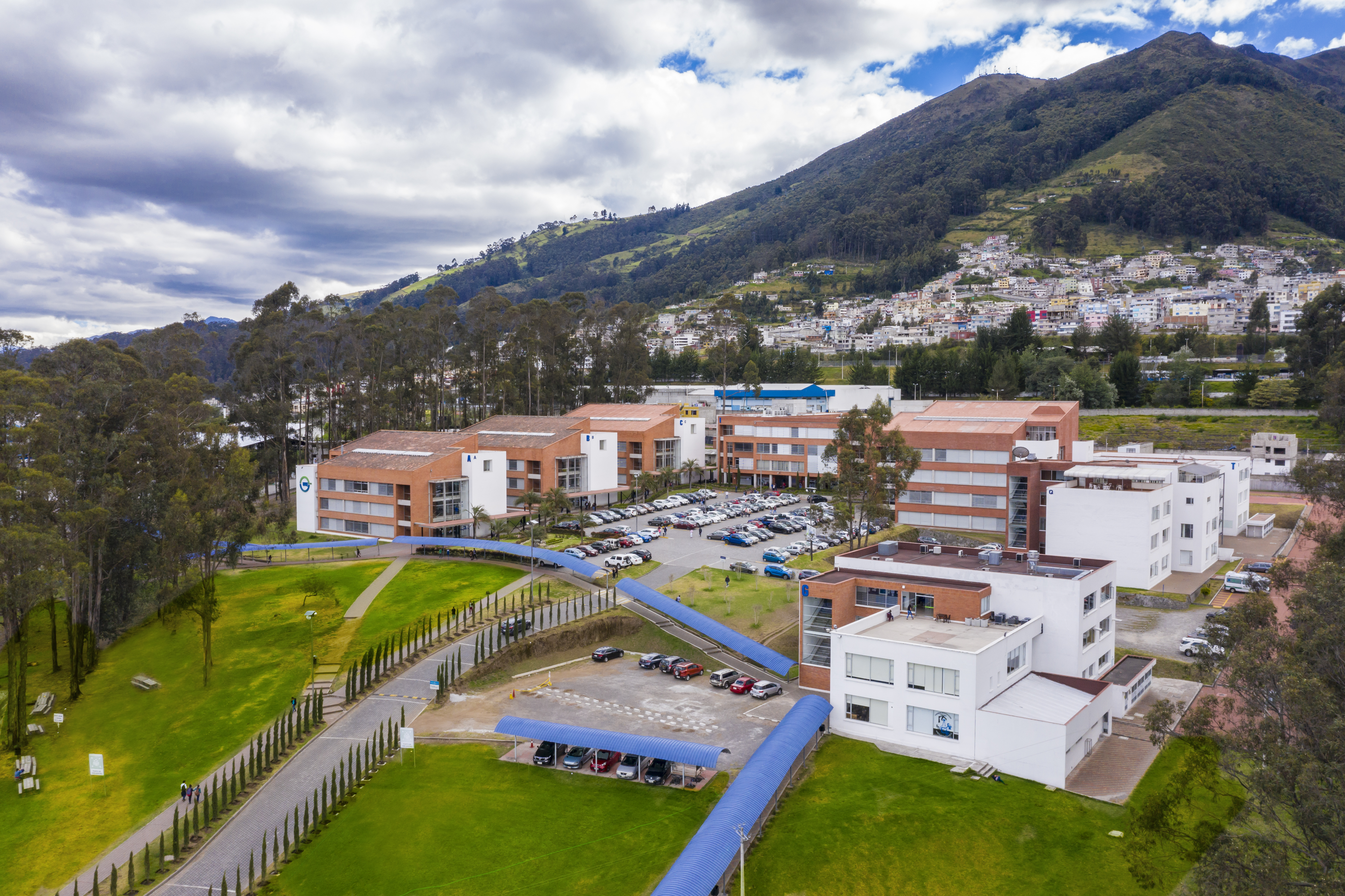
Vista panorámica del Campus Occidental Quito - Universidad UTE

Cuenta con cuatro campus. Dos en Quito: "Sede Matriz" y "Campus Occidental" y uno en la sede de Santo Domingo: "Campus Santo Domingo" y el más reciente en la provincia de Manabí.  
El "Campus matriz" está localizado en las calles Rumipamba y Burgeois, cuenta con aproximadamente 11.000 metros cuadrados y alberga las oficinas administrativas de la universidad, las facultades de Ciencias Gastronómicas y Turismo; Arquitectura y Urbanismo; y Ciencias, Ingeniería y Construcción. Además, en sus instalaciones cuenta con varios auditorios, la biblioteca central de la universidad, un centro de arte, el teatro universitario, el coliseo cerrado de deportes, el patio de la cultura, el patio de la virgen y la capilla de la Universidad. Este campus abarca un complejo de edificios que datan de finales del siglo XIX y que fueron declarados como patrimonio cultural nacional.
Por su parte, el "Campus Occidental" tiene más de doce hectáreas de terreno y está localizado en el cruce de las avenidas Occidental y Mariana de Jesús. Alberga seis pabellones en los que funcionan las facultades de Derecho, Ciencias Administrativas y Sociales; Ciencias de la Ingeniería e Industrias; Medicina Veterinaria y Agronomía y Ciencias de la Salud "Eugenio Espejo".  Además cuenta con centros de investigación, biblioteca general, canchas de fútbol, voleibol y baloncesto, más de 75 laboratorios y centro médico, entre otros servicios.
La sede de Santo Domingo funciona desde 1979 y cuenta con más de 2000 estudiantes en un área de treinta hectáreas, posee talleres de electromecánica y automotriz, planta agroindustrial, granja experimental, laboratorios de química, centro de computación, aulas virtuales y una amplia biblioteca. Asimismo, un centro histórico-arqueológico en el que se exponen más de 400 objetos de diferentes culturas, como de la cultura Tolita, Jama-Coaque, Bahía, Atacames, Milagro Manteña y Negativo del Carchi (Cultura Nariño-Carchi).
La sede de Manabí funciona desde el 2023 y por el momento solo oferta la carrera de Arquitectura, ya con el tiempo se irá ampliando la oferta académica en este campus.

## Unidades académicas

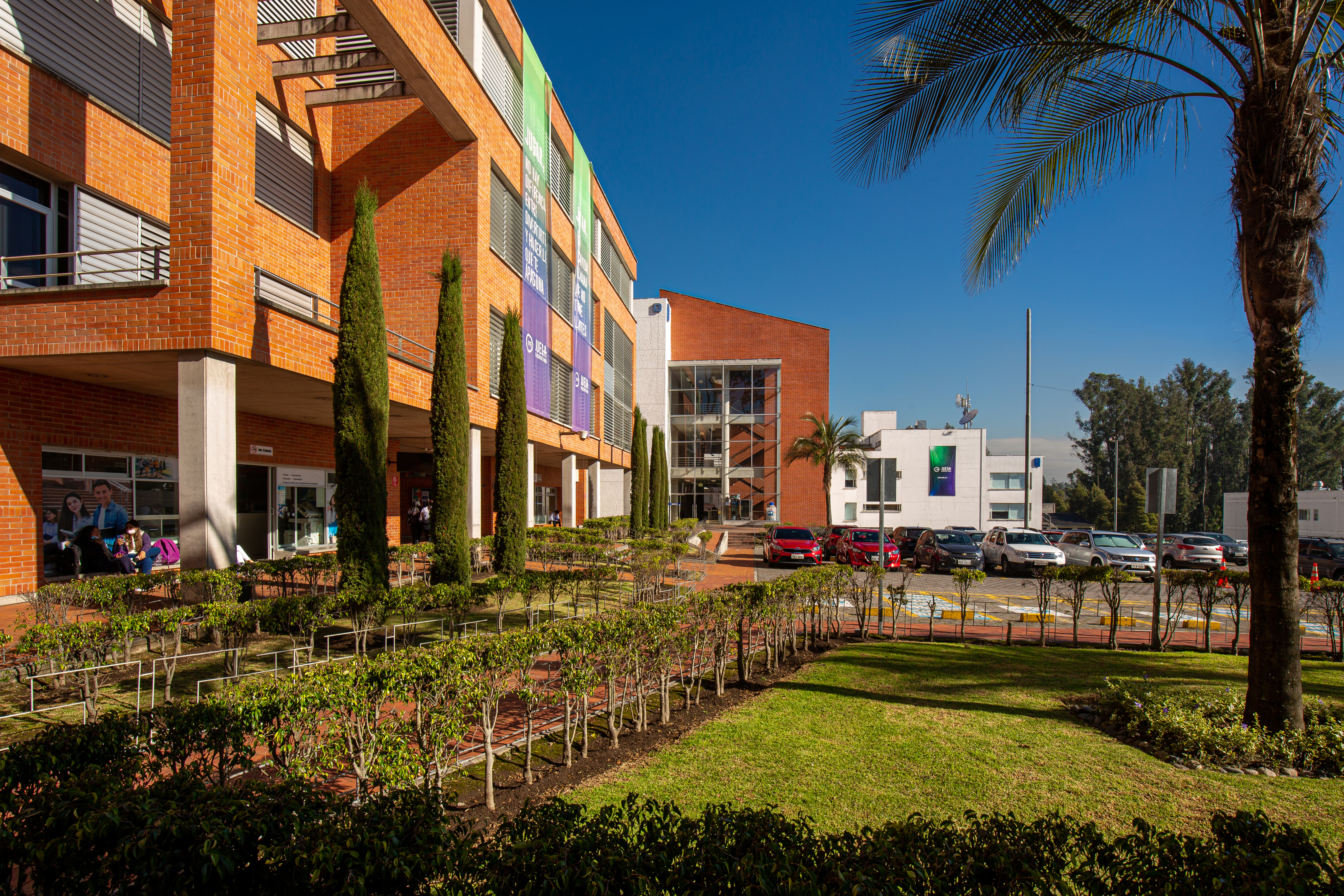
Campus Occidental de la Universidad UTE

La Universidad UTE cuenta con ocho facultades, posgrados presenciales, híbridos y en línea. También dispone de una escuela de tecnologías inaugurada en marzo del 2024. 
La Universidad UTE cuenta con cuatro centros y diez grupos de investigación y 3 laboratorios: de Estudios Sociales Multidisciplinarios, Social y de Innovación Energético Minero y de Transparencia y Anticorrupción.
También tiene a su cargo el Comité de Ética de Investigación en Seres Humanos (CEISH)] y la clínica de servicios odontológicos (SERODU).

## Investigación

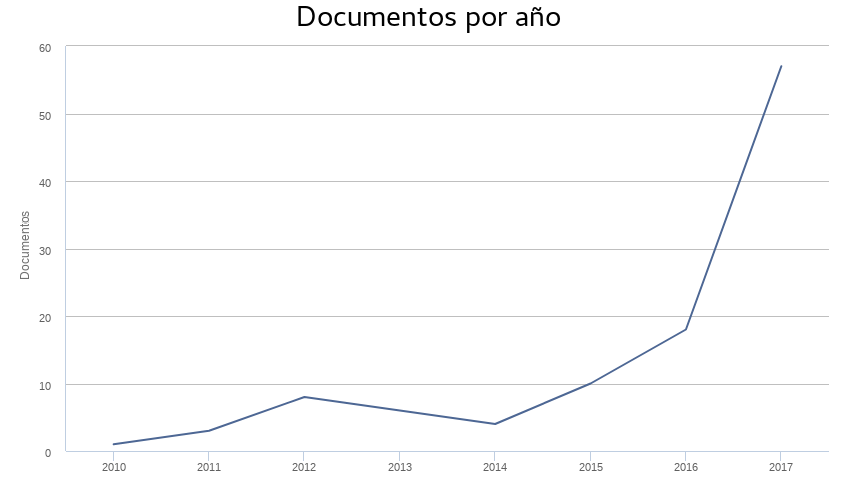
Documentos científicos de la Universidad UTE en Scopus, por año.

La Universidad UTE cuenta con 4 centros de investigación: el Centro de Investigación de Alimentos (CIAL); el Centro de Investigación Biomédica (CENBIO); el Centro de Investigación Genética y Genómica (CIGG); y, el Centro de Investigación en Salud Pública y Epidemiología Clínica (CISPEC) - Centro asociado Cochrane.
En 2020, la universidad recibió el premio al mejor artículo científico por parte de la IEOM (Industrial Engineering and Operations Management) Society International; y ocupó el primer lugar en el Ranking de Autores por investigaciones científicas, según Scopus.[cita requerida]
El Ranking Scimago de Instituciones, edición 2022, ubicó a la UTE entre las siete mejores universidades de Ecuador en el ranking de investigación y en el octavo puesto en el Ranking de innovación, situando así a la Universidad UTE en el grupo de las 4 instituciones con mayor desarrollo en estas áreas.

### Revistas científicas
La UTE tiene cuatro revistas indexadas en el Sistema Regional de Información en Línea para Revistas Científicas de América Latina, el Caribe, España y Portugal: Tsafiqui, Eídos,Economía y Negocios y Enfoque UTE.

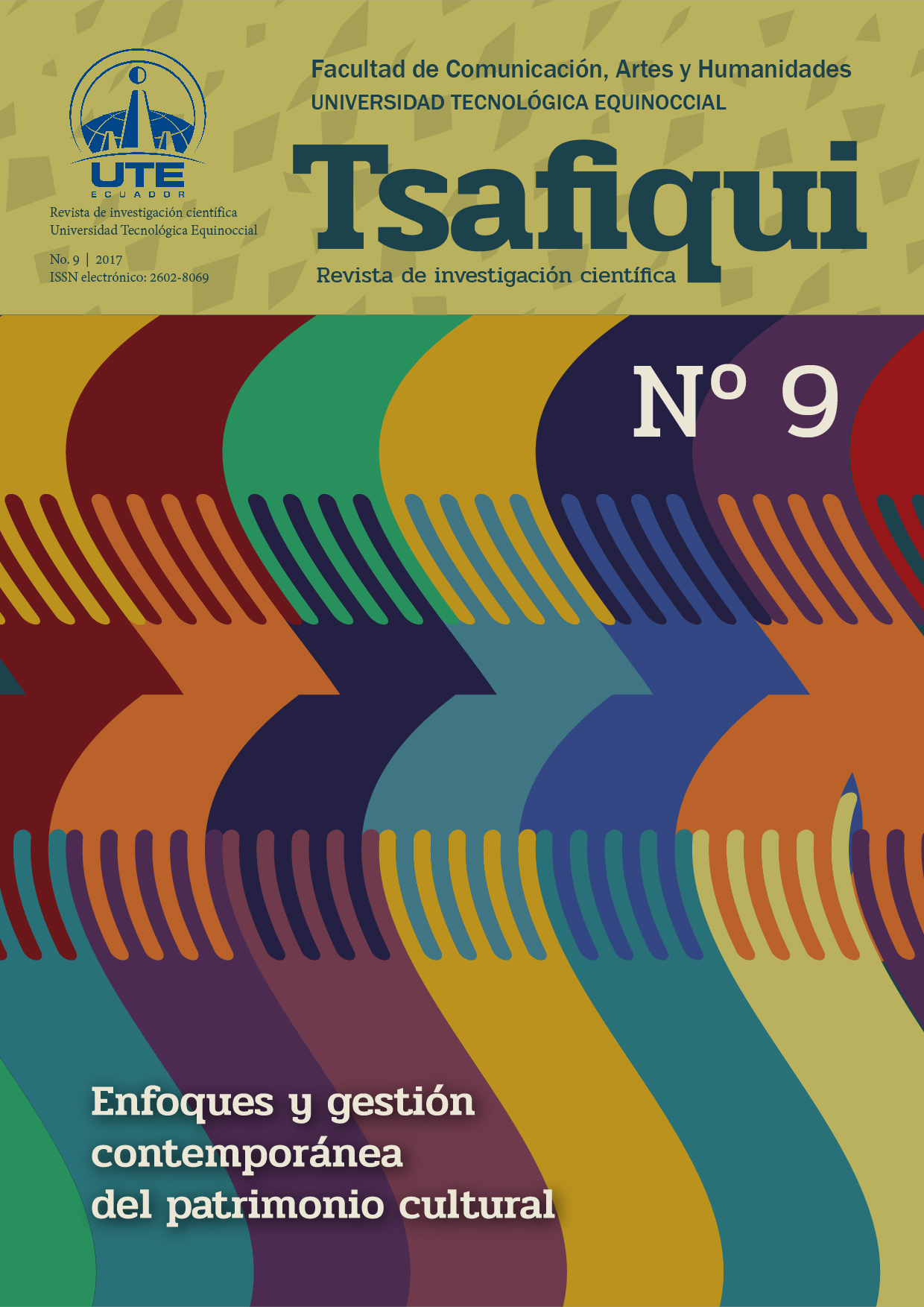
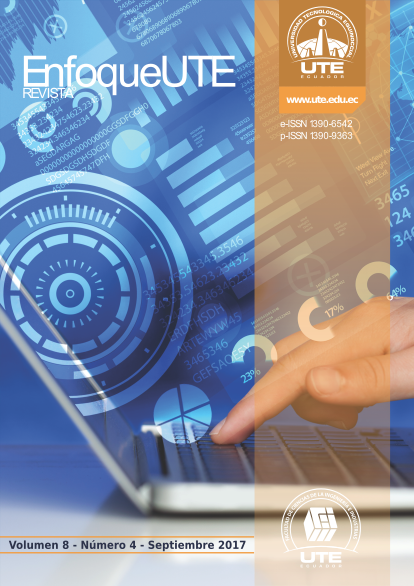
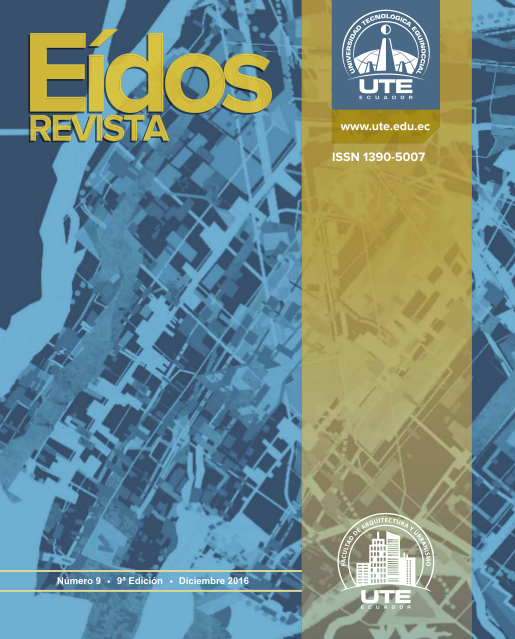
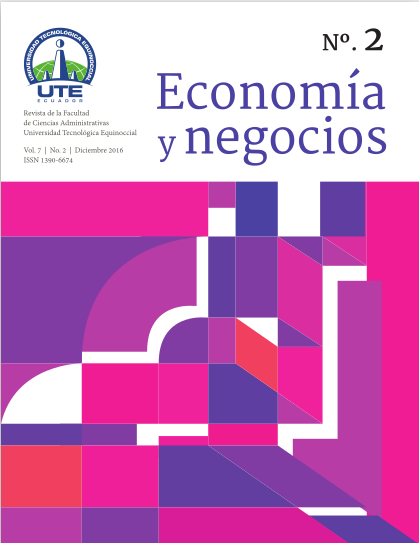

## Resultados en el Examen de Habilitación Profesional
La Universidad UTE (Universidad Tecnológica Equinoccial) destacó en 2024 con una de las mejores tasas de aprobación del país en el Examen de Habilitación para el Ejercicio Profesional (EHEP), administrado por el Consejo de Aseguramiento de la Calidad de la Educación Superior (CACES). En la convocatoria de octubre 2024, 113 de los 118 estudiantes de la facultad de medicina evaluados aprobaron el examen, alcanzando una sobresaliente tasa de aprobación del 95,76 %.

## Hitos

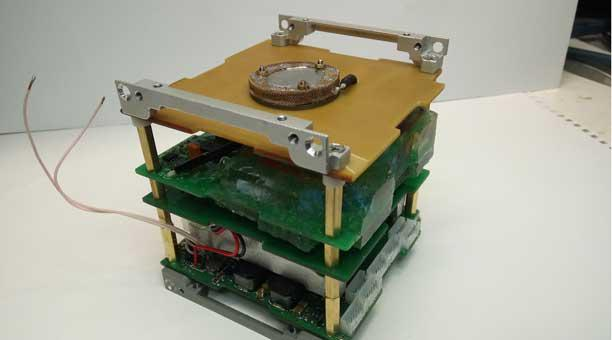

El UTE-UESOR fue un satélite cúbico que medía 10 centímetros por lado y pesó 1 kilogramo. Su lanzamiento se realizó el 14 de julio a las 06H36 GMT, desde un cohete Soyuz-2.1A. El nanosatélite se mantuvo en órbita por un año a una altura aproximada de 600 kilómetros y monitorizaba la densidad de partículas cósmicas, información que se utilizó para la creación de modelos de pronóstico del clima y telecomunicaciones espaciales.
El 5 de julio de 2019 nuevamente se puso en órbita otro nanosatélite, lanzado desde el cosmódromo Vostochny, en el oriente ruso.
A las 7:15 a. m. del pasado 5 de julio (hora Ecuador), se recibió la primera señal emitida por el nanosatélite Ecuador-UTE a 600 km de distancia de la tierra, demostrando que el equipo se encontraba operativo y en perfectas condiciones.
El nanosatélite “Ecuador-UTE” al igual que su predecesor lanzado en 2017, fue construido en colaboración con la Universidad Estatal del Suroeste de Rusia (UESOR). El cohete Soyuz 2.1b transportó el nanosatélite de la universidad junto a equipos de 28 países más como: Estados Unidos, Francia, Israel, Gran Bretaña, Suecia, Finlandia, Tailandia y República Checa, que fueron puestos en órbita en esta ocasión.

## Convenios[22]
La UTE mantiene alianzas con otras instituciones de trayectoria internacional, con el propósito de incrementar y promover el intercambio y la participación en programas de movilidad académica e investigativa. Actualmente, la Universidad cuenta con alrededor de 180 convenios interinstitucionales vigentes.